# Leonid Andrussow

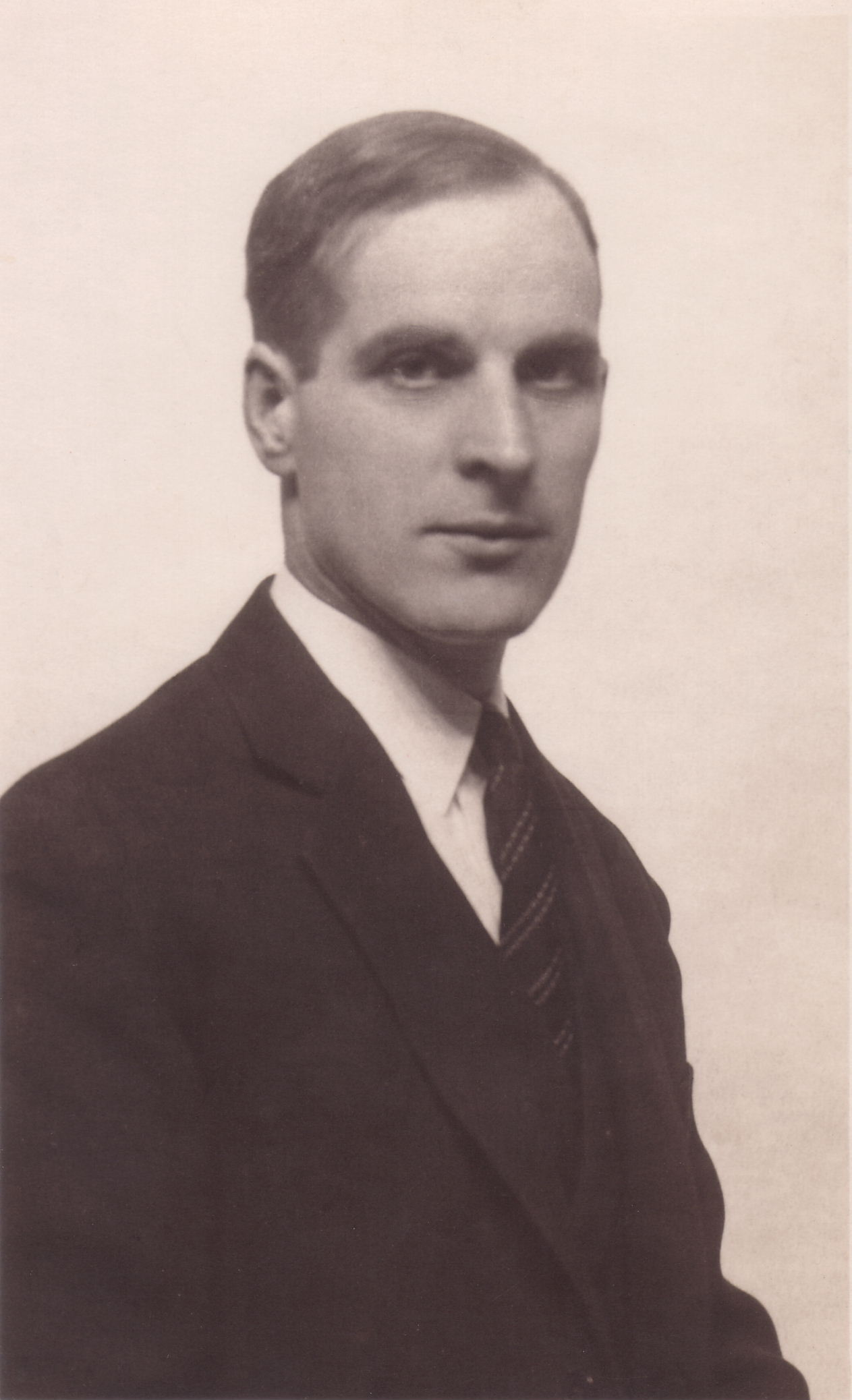
Leonid Andrussow 1933

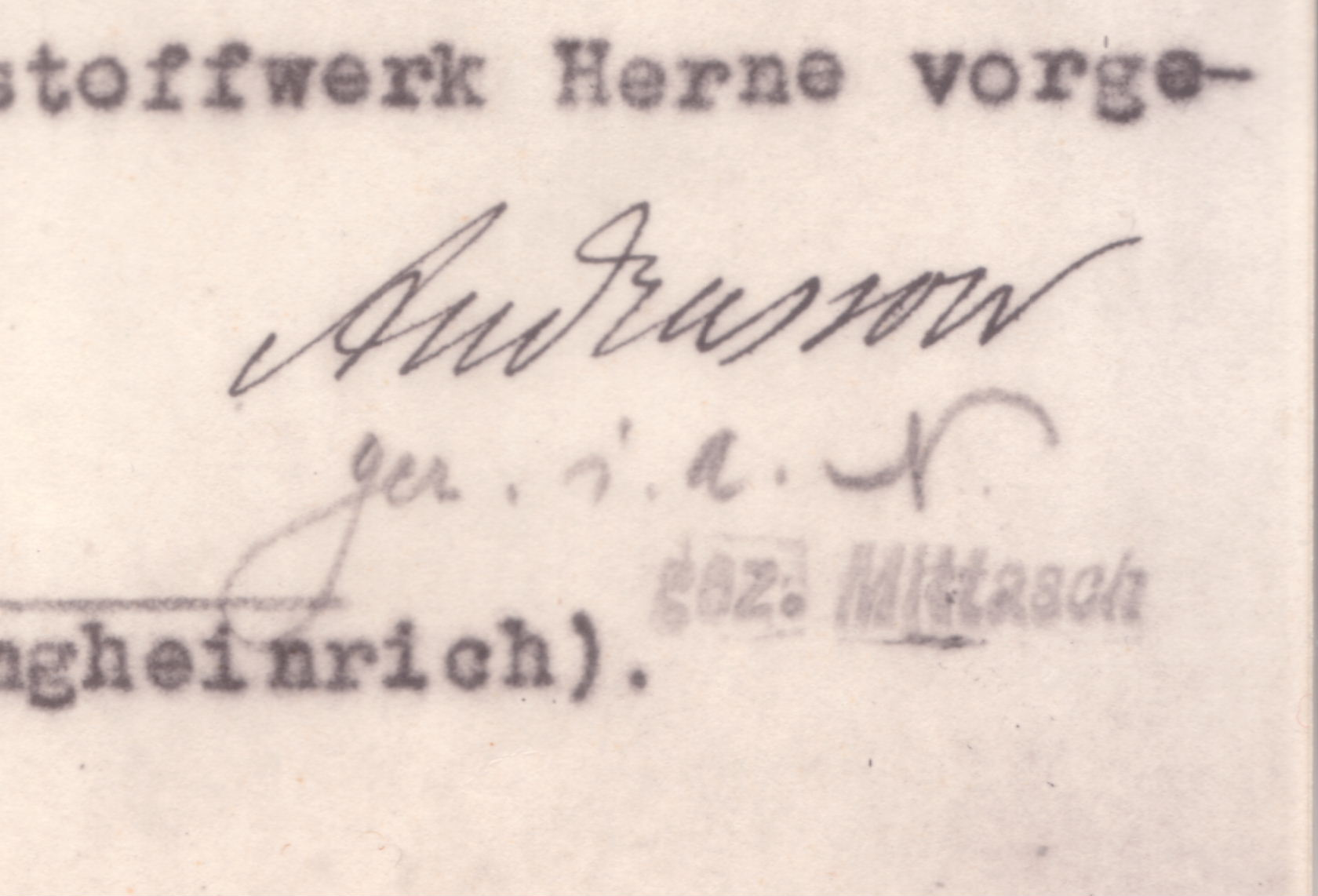
Andrussows Unterschrift in einem Bericht vom 25. April 1931 zur Herstellung von HCN

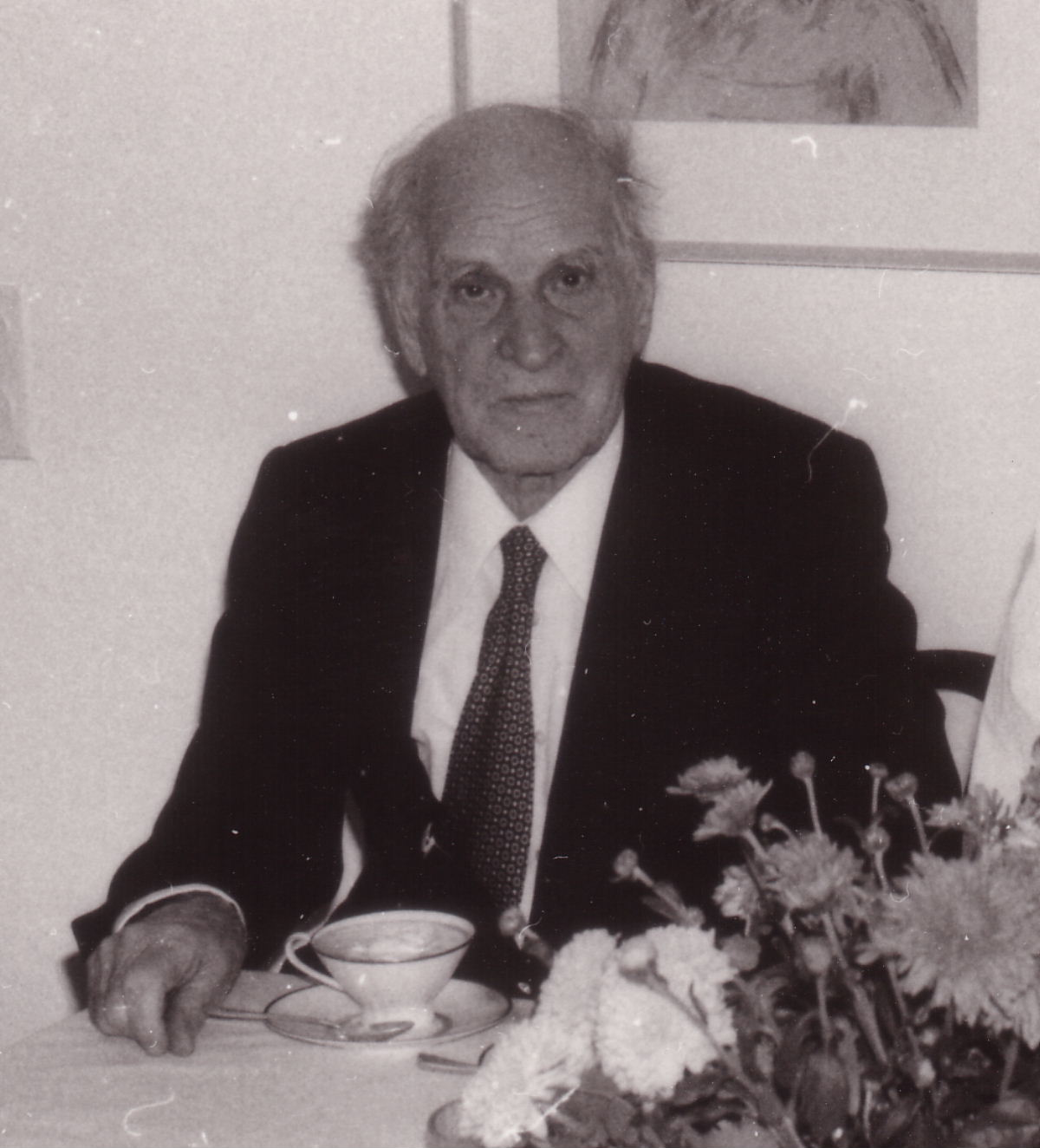
Leonid Andrussow im Jahr 1977

Leonid Andrussow (* 28. November 1896 in Riga; † 15. Dezember 1988 bei Paris) war ein deutscher Chemieingenieur. Er entwickelte das nach ihm benannte Verfahren zur Herstellung von Blausäure durch Oxidation von Ammoniak und Methan.

## Leben
Leonid Andrussow wurde in Riga, der Hauptstadt des russischen Gouvernements Livland, geboren. Sein Vater Woldemar war Rechtsanwalt, seine Mutter hieß Caroline Ulmann, sie hatten 9 Kinder. Der Name „Andrussow“ ist wahrscheinlich die russifizierte Form des schwedischen Namens „Anderson“. Er schloss das Studium in Chemieingenieurwesen an der Universität in Riga ab. In den Zeiten der russischen Revolution kämpfte er gegen die Kommunisten. Nach seiner Gefangennahme wurde er in ein Tscheka-Gefängnis in Moskau eingeliefert. Wahrscheinlich durch Verwandte in Deutschland gelang die Freilassung. Er ging nach Berlin-Charlottenburg und promovierte an der Technischen Hochschule Charlottenburg 1925 bei Walther Nernst im Fach Chemie. 1927 begann er seine praktische Tätigkeit im Ammoniaklabor der BASF, damals I.G. Farben, in Ludwigshafen-Oppau und lebte in Mannheim. Ab 1946 lebte er in Grenoble, später in Paris. Er arbeitete auch bei der Firma Zimmer in Frankfurt am Main. Von 1975 bis 1981 wohnte er in Mannheim-Feudenheim, zog aber dann wieder nach Paris, in dessen Nähe er im Alter von 92 Jahren starb.

## Werk
- Aufgrund der 1927 ausgearbeiteten Theorie schnellverlaufender katalytischer Prozesse wurde 1930 die oxidative Synthese von Blausäure aus Ammoniak und Methan gefunden und bis zur Betriebsreife gestaltet. Dieser heute als „Andrussow-Verfahren“ bekannter Prozess stellt die wichtigste Methode zur großtechnischen Herstellung von Blausäure als Vorprodukt von Polyamid 66 (Nylon) und von Acetoncyanhydrin als Vorprodukt für Polymethylmethacrylat (Plexiglas) dar.
- 1932 Arbeiten zur katalytischen Alkylierung mittels Ether zur großtechnischen Herstellung von reinstem Dimethylanilin.
- Umsetzung von Tetrachlorethan zu Methylchlorid und Trichlorethylen.
- Zahlreiche Arbeiten über Raketentreibstoffe, u. a. die Einführung des Systems Salpetersäure und Amine oder anderer Brennstoffe. Mitarbeit bei der Entwicklung der Vergeltungswaffe 2 (V2) in Stromberg. Zusatz von Lachgas zu Raketentreibstoffen zur erheblichen Steigerung der Fluggeschwindigkeit in großen Höhen.
- Beratende Tätigkeit in Frankreich verbunden mit der Weiterentwicklung der Theorie katalytischer Prozesse: Schwefelsäureanhydrid, Formaldehyd, Ammoniaksynthese.
- Umfangreiche Untersuchungen der Transporteigenschaften von Gasen und Flüssigkeiten, einschließlich Makromolekülen.
- Autor eines Bandes des Tabellenwerkes Landolt-Börnstein.

## Patente
- Patent  US1934838: Production of hydrocyanic acid. Angemeldet am 6. April 1931, veröffentlicht am 14. November 1933, Anmelder: I.G. Farbenindustrie AG, Erfinder: Leonid Andrussow (pdf).‌